# EA Sports FC (série)
EA Sports FC, também conhecido como EAFC (anteriormente conhecido como FIFA, FIFA Football ou FIFA Soccer), é uma série de videojogos de futebol, lançados anualmente pela Electronic Arts (EA) sobre a chancela EA Sports. Apesar de não haver grande concorrência quando a EA lançou os primeiros títulos das séries Madden NFL e NHL, os jogos de futebol como Sensible Soccer, Kick Off e Match Day já estavam a ser produzidos desde o final de 1980 e já eram competitivos no mercado quando a EA anunciou um jogo de futebol em adição à marca EA Sports.
Quando a série começou em 1993, tornou-se notável por ser o primeiro jogo que tinha uma licença oficial da FIFA, o organismo que coordena o futebol mundial. Os mais recentes títulos da série contém várias ligas nacionais licenciadas de todo o mundo, incluindo a Bundesliga e a 2. Bundesliga da Alemanha, a Premier League e a Football League da Inglaterra, a Serie A  e a Serie B da Itália, a La Liga e a La Liga 2 de Espanha, a Primeira Liga de Portugal, a Ligue 1 e a Ligue 2 da França, a Eredivisie dos Países Baixos, o Campeonato Brasileiro Série A do Brasil, a Liga MX do México, a Major League Soccer dos Estados Unidos, a K-League da Coreia do Sul, a J1 League do Japão, a  Saudi Professional League da Arábia Saudita, a  A-League da Austrália, a Süper Lig da Turquia, a Superliga Argentina e o Campeonato Nacional do Chile, permitindo o uso de ligas reais, clubes, nomes e aparência de jogadores reais nos jogos. Em adição, é incluindo outros clubes populares, incluindo equipas do campeonato grego e da África do Sul, isto sem as ligas completas dessas nações.
A série principal tem sido complementada com jogos baseados num único torneio, tal como o FIFA World Cup, UEFA European Football Championship e a UEFA Champions League, bem como uma série de títulos de gestão desportiva e outra de futebol de rua.
Desde FIFA 13, que o futebolista Lionel Messi é a face da série, aparecendo em todas as capas do jogos, em ações de promoção e publicidade. Substituiu Wayne Rooney, que foi a face desde FIFA 06 até FIFA 12.
Em 2011, a série FIFA estava localizada em 18 línguas e disponível em 51 países. Já foram vendidas mais de 260 milhões de cópias, fazendo da série a mais bem sucedida dentro do gênero desportivo, e uma das séries de videojogos mais vendidas de sempre. FIFA 12 mantém o recorde "o jogo de desporto que mais rapidamente vendeu" com mais de 3.2 milhões de cópias vendidas, gerando um lucro de $186 milhões na primeira semana.
O FIFA 17 foi lançado em Outubro de 2016, que incluiu pela segunda vez na série futebol feminino, representado através de 12 equipas nacionais
O FIFA 18 foi lançado no dia 29 de Setembro de 2017 e contou com o astro português na capa, Cristiano Ronaldo, e é atualmente o jogo mais vendido da série, com mais de 24 milhões de cópias vendidas no mundo.
A próxima edição do FIFA, FIFA 24, não será lançada com esse nome, mas sim com o título de EA Sports FC, por conta de direitos autorais referentes ao nome FIFA. Apesar disso, o 9° presidente da FIFA, Gianni Infantino, afirmou que série haverá título próprio, provavelmente em 2024, chamado FIFA 25, sem o desenvolvimento e a publicação da EA.

## Jogos

### 1990s

#### FIFA International Soccer
- Slogan: "FIFA International Soccer has it all... experience sheer brilliance"
- Estrela da capa: David Platt e Piotr Świerczewski (Packie Bonner e Ruud Gullit em algumas versões)
- Plataformas: PC, DOS, Amiga, Sega CD (como "FIFA International Soccer Championship Edition"), 3DO, SNES, Mega Drive/Genesis, Master System, Sega Game Gear, Game Boy
- Data de lançamento: 15 de Julho de 1993

#### FIFA 95Ver artigo principal:FIFA Soccer 95
- Slogan: "The best console football can get"
- Atleta da capa: Erik Thorstvedt (Alexi Lalas em algumas versões)
- Plataformas: Mega Drive/Genesis
- Data de lançamento: 8 de Julho de 1994

#### FIFA 96Ver artigo principal:FIFA Soccer 96
- Slogan: "Next Generation Soccer"
- Atleta da capa: Frank de Boer e Jason McAteer (Europa)
- Plataformas: DOS/Windows, PlayStation, Sega Saturn, Sega 32X, SNES, Mega Drive/Genesis, Sega Game Gear, Game Boy
- Data de lançamento: 1 de Julho de 1995

#### FIFA 97Ver artigo principal:FIFA 97
- Slogan: "Emotion Captured"
- Atleta da capa: David Ginola (Europa); Bebeto (resto do mundo)
- Plataformas: DOS/Windows, PlayStation, Sega Saturn, Mega Drive/Genesis, SNES, Nes, Game Boy
- Data de lançamento: 24 de Junho de 1996

#### FIFA Soccer 64
- Atleta da capa: Paul Scholes
- Plataformas: Nintendo 64
- Data de lançamento: 28 de fevereiro de 1997
- Baseado em FIFA 97, foi o primeiro jogo da franquia no console.

#### FIFA: Road to World Cup 98Ver artigo principal:FIFA: Road to World Cup 98
- Slogan: "Your only goal - qualify"
- Atleta da capa: Roy Lassiter (EUA); David Beckham (RU); Paolo Maldini (Itália); David Ginola (França); Andreas Möller (Alemanha); Raúl (Espanha)
- Canção título: "Song 2" por Blur
- Plataformas: Microsoft Windows, PlayStation, Nintendo 64, Sega Saturn, SNES, Mega Drive/Genesis, Game Boy
- Data de lançamento: 17 de Junho de 1997

#### FIFA 99Ver artigo principal:FIFA 99
- Slogan: "All the Clubs, Leagues and Cups"
- Atleta da capa: Dennis Bergkamp (mundial), Kasey Keller (EUA), Fabien Barthez (França), Hidetoshi Nakata (Japão); Olaf Thon (Alemanha); Rui Costa (Portugal); Christian Vieri (Itália); Ahn Jung-hwan (Coreia do Sul); Fernando Morientes (Espanha);
- Canção título: "The Rockafeller Skank (Remix)" por Fatboy Slim
- Plataformas: Microsoft Windows, PlayStation, Nintendo 64, Mega Drive
- Data de lançamento: 10 de Junho de 1998

### 2000s

#### FIFA 2000Ver artigo principal:FIFA 2000
- Atleta da capa: Sol Campbell (RU); Vincenzo Montella (Itália); Pep Guardiola (Espanha); Emmanuel Petit (França); Jaap Stam (Países Baixos);  Vassilios Tsiartas (Grécia); Mehmet Scholl (Alemanha); Raí (Brasil); Simão Sabrosa (Portugal); Eddie Pope (EUA); Par Zetterberg (Suécia); Kim Byung-ji (Coreia do Sul);
- Canção título: "It's Only Us" por Robbie Williams
- Plataformas: Microsoft Windows, PlayStation, Mega Drive, Game Boy Color
- Data de lançamento: 26 de Outubro de 1999

#### FIFA 2001Ver artigo principal:FIFA 2001
- Canção título: "Bodyrock" por Moby
- Atleta da capa: Edgar Davids (Países Baixos); Paul Scholes (RU); Gheorghe Hagi, Ben Olsen (EUA); Sá Pinto (Portugal); Gaizka Mendieta (Espanha); Filippo Inzaghi (Itália); Lothar Matthäus (Alemanha); Thierry Henry (França); Leonardo (Brasil); Shimon Gershon (Israel); Ko Jong-Su (Coreia do Sul)
- Plataformas: Microsoft Windows, PlayStation 2, PlayStation
- Data de lançamento: 8 de Novembro de 2000

#### FIFA Football 2002Ver artigo principal:FIFA Football 2002
- Canção título: "19-2000 (Soulchild Remix)" por Gorillaz
- Atleta da capa: Hidetoshi Nakata (Japão); Thierry Henry (França); Zlatan Ibrahimovic (Suécia); Nuno Gomes (Portugal); Francesco Totti (Itália); Ruud van Nistelrooy (Países Baixos); İlhan Mansız (Turquia); Gerald Asamoah (Alemanha); Lampros Choutos (Grécia); Hong Myung-bo (Coreia do Sul); Sibusiso Zuma (África do Sul); Nawaf Al-Temyat (Arábia Saudita); Tomasz Radzinski (EUA); Roberto Carlos (Brasil); Iker Casillas (Espanha);
- Plataformas: Microsoft Windows, PlayStation 2, GameCube, PlayStation
- Data de lançamento: 1 de Novembro de 2001

#### FIFA Football 2003Ver artigo principal:FIFA Football 2003
- Slogan: "Be the Twelfth Man"
- Atleta da capa: Roberto Carlos, Ryan Giggs e Edgar Davids (Nos EUA, Roberto Carlos foi substituído por Landon Donovan)
- Canção título: "To Get Down (Fatboy Slim Remix)" por Timo Maas
- Plataformas: Microsoft Windows, PlayStation 2, Xbox, GameCube, PlayStation, Game Boy Advance, Telefone celular
- Data de lançamento: 25 de Outubro de 2002

#### FIFA Football 2004Ver artigo principal:FIFA Football 2004
- Slogan: "Create brilliance"
- Atleta da capa: Thierry Henry, Alessandro Del Piero e Ronaldinho
- Canção título: "Red Morning Light" por Kings of Leon
- Plataformas: Microsoft Windows, PlayStation 2, Xbox, GameCube, PlayStation, Game Boy Advance, Nokia N-Gage, Telefone celular
- Data de lançamento: 18 de Outubro de 2003

#### FIFA Football 2005Ver artigo principal:FIFA Football 2005
- Slogan: "A great player needs a great first touch"
- Atleta da capa: Patrick Vieira, Fernando Morientes e Andriy Shevchenko (na América do Norte Oswaldo Sanchez substituiu Patrick Vieira)
- Plataformas: Microsoft Windows, PlayStation 2, Xbox, GameCube, PlayStation, PlayStation Portable (apenas na América), Game Boy Advance, Nokia N-Gage, Gizmondo, Telefone celular
- Data de lançamento: 11 de Outubro de 2004

#### FIFA 06Ver artigo principal:FIFA 06
- Slogan: "You Play, They Obey"
- Atleta da capa: Wayne Rooney e Ronaldinho (na América do Norte Omar Bravo e Freddy Adu juntam-se a Ronaldinho na capa)
- Canção título: "Helicopter" por Bloc Party
- Plataformas: Xbox 360 (Road to FIFA World Cup), Microsoft Windows, PlayStation 2, Xbox, GameCube, PlayStation Portable, Nintendo DS, Game Boy Advance, Java ME
- Data de lançamento: 4 de Outubro de 2005

#### FIFA 07Ver artigo principal:FIFA 07
- Slogan: "This is the Season"
- Atleta da capa: Wayne Rooney e Ronaldinho
- Canção título: "Can't Get Enough (Mekon Remix)" por The Infadels
- Plataformas: Microsoft Windows, Xbox 360, PlayStation 2, Xbox, GameCube, PlayStation Portable, Nintendo DS, Game Boy Advance, Java ME
- Data de lançamento: 27 de Setembro de 2006

#### FIFA 08Ver artigo principal:FIFA 08
- Slogan: "Can you FIFA 08?", "Got what it takes?"
- Atleta da capa: Wayne Rooney e Ronaldinho
- Canção título: "Sketches (20 Something Life)" por La Rocca
- Plataformas: Microsoft Windows, Xbox 360, PlayStation 3, Wii, PlayStation 2, PlayStation Portable, Nintendo DS, Java ME
- Data de lançamento: 20 de Setembro de 2007

#### FIFA 09Ver artigo principal:FIFA 09
- Slogan: "Let's FIFA 09"
- Atleta da capa: Wayne Rooney e Ronaldinho
- Canção título: "Let U Know" por Plastilina Mosh
- Plataformas: Microsoft Windows, PlayStation 3, Xbox 360, Wii, PlayStation 2, PlayStation Portable, Nintendo DS, Java ME
- Data de lançamento: 3 de Outubro de 2008

### 2010s

#### FIFA 10Ver artigo principal:FIFA 10
- Slogan: "Let's FIFA 10", "How big can football get?"
- Atleta da capa: Theo Walcott, Frank Lampard e Wayne Rooney (Tim Cahill juntou-se a Rooney na versão australiana, assim como Andreas Ivanschitz na austríaca)
- Canção título: "Nothing to Worry About" por Peter Bjorn and John
- Plataformas: Microsoft Windows, Xbox 360, PlayStation 3, Wii, PlayStation 2, PlayStation Portable, Nintendo DS, iOS, Android, Java ME
- Data de lançamento:  2 de Outubro de 2009 (Europa), 20 de Outubro 2009 (EUA)

#### FIFA 11Ver artigo principal:FIFA 11
- Slogan: "We are 11"
- Atleta da capa: Kaká e Wayne Rooney
- Plataformas: Microsoft Windows, Xbox 360, PlayStation 3, Wii, PlayStation 2, PlayStation Portable, Nintendo DS, iOS, BlackBerry OS, Java ME
- Data de lançamento: 28 de Setembro de 2010 (EUA), 1 de Outubro de 2010 (Europa)

#### FIFA 12Ver artigo principal:FIFA 12
- Slogan: "Let's FIFA 12", "Love Football, Play Football"
- Atleta da capa: Wayne Rooney e Jack Wilshere (RU & Irlanda), Nani e  Wayne Rooney  (Europa)
- Canção título: "Kids" por Sleigh Bells
- Plataformas: Microsoft Windows, OS X, PlayStation 3, Xbox 360, Wii, PlayStation 2, PlayStation Vita, Nintendo 3DS, PlayStation Portable, iOS, Java ME
- Data de lançamento: 27 de Setembro de 2011 (EUA), 30 de Setembro de 2011 (Europa)

#### FIFA 13Ver artigo principal:FIFA 13
- Slogan: "JOIN THE CLU13" (o "B" é estilizado para dar o número "13")
- Atleta da capa: Lionel Messi, (Joe Hart e Alex Oxlade-Chamberlain também aparecem em algumas versões)
- Canção título: "Club Foot" por Kasabian
- Plataformas: Microsoft Windows, Wii U, PlayStation 3, Xbox 360, Wii, PlayStation 2, PlayStation Vita, Nintendo 3DS, PlayStation Portable, iOS, Windows Phone, Android, Java ME
- Data de lançamento: 25 de Setembro de 2012 (EUA), 27 de Setembro de 2012 (Austrália), 28 de Setembro de 2012 (Europa)[10]

#### FIFA 14Ver artigo principal:FIFA 14
- Slogan: "We are FIFA 14"
- Atleta da capa: Lionel Messi (Argentina),[11] Javier Hernández (América do Norte),[12] Stephan El Shaarawy (Itália), Arturo Vidal e Radamel Falcao (Argentina, Chile, Panamá, Venezuela), Gareth Bale (Reino Unido e República da Irlanda), Michal Kadlec (República Checa), Robert Lewandowski (Polónia), Balázs Dzsudzsák (Hungria), Xherdan Shaqiri (Suíça), David Alaba (Áustria), Tim Cahill (Austrália), Maya Yoshida e Makoto Hasebe (Japão), Mustafa Al-Bassas (Médio Oriente);
- Canção título: "Hit It" por Americans Authors
- Plataformas: Microsoft Windows, PlayStation 4,[13] Xbox One, PlayStation 3, Xbox 360, Wii, PlayStation 2, PlayStation Vita, Nintendo 3DS, PlayStation Portable, iOS, Windows Phone, Android, Java ME.[14][15]
- Data de lançamento: 24 de Setembro de 2013 (EUA), 26 de Setembro de 2013 (Europa)

#### FIFA 15Ver artigo principal:FIFA 15
- Slogan: "Feel the game"[16]
- Atleta da capa: Lionel Messi (mundial), Eden Hazard (Reino Unido, Irlanda, França, Bélgica), Gonzalo Higuaín (Itália),  Clint Dempsey (EUA), Tim Cahill (Austrália), Robert Lewandowski (Polónia), David Alaba (Áustria), Xherdan Shaqiri (Suíça), Javier Hernández (México), Arturo Vidal (América do Sul), Michal Kadlec (República Checa), Arda Turan (Turquia), Atsuto Uchida (Japão), Yahya Al-Shehri (Península Árabe), Robin van Persie (Países Baixos)
- Canção título: "Down by the River" por Milky Chance
- Plataformas: Microsoft Windows, PlayStation 3, PlayStation 4, PlayStation Vita, Nintendo 3DS, Wii, iOS, Android, Xbox 360, Xbox One
- Data de lançamento: 23 de Setembro de 2014 (EUA), 25 de Setembro de 2014 (Europa), 26 de Setembro de 2014 (RU)

#### FIFA 16Ver artigo principal:FIFA 16
- Slogan: "Play Beautiful"[17]
- Atleta da capa: Lionel Messi (mundial), Jordan Henderson (Reino Unido), Shinji Kagawa (Japão), Oscar dos Santos Emboaba Júnior (Brasil), Antoine Griezmann (França), Juan Cuadrado (América Latina), Marco Fabián (México), Steph Catley (Austrália), Alex Morgan (EUA),[18] Christine Sinclair (Canadá)[18]
- Plataformas: Microsoft Windows, PlayStation 3, PlayStation 4, Xbox 360, Xbox One, iOS e Android
- Data de lançamento: 22 de Setembro de 2015 (EUA), 24 de Setembro de 2015 (Europa)

#### FIFA 17Ver artigo principal:FIFA 17
- Slogan: "Own Every Moment", "Football Has Changed"[19]
- Atletas da capa: Marco Reus, Eden Hazard, James Rodríguez, Anthony Martial
- Plataformas:  Microsoft Windows, PlayStation 4, Xbox One, PlayStation 3,  Xbox 360, Android, IOS
- Data de lançamento: 27 de Setembro de 2016 (EUA),[20] 29 de Setembro de 2016 (Europa)[21]

#### FIFA 18Ver artigo principal:FIFA 18
- Slogan: "The World's Game", "More Than A Game"
- Atletas da capa: Cristiano Ronaldo (Ronaldo Edition), Ronaldo Fenômeno (Icon Edition)
- Plataformas: Microsoft Windows, PlayStation 4, Xbox One, PlayStation 3,  Xbox 360, Nintendo Switch
- Data de lançamento: 29 de setembro de 2017

#### FIFA 19Ver artigo principal:FIFA 19
- Slogan: "Champions Rise"
- Atletas da capa: Cristiano Ronaldo, Neymar, Paulo Dybala, Kevin De Bruyne,
- Plataformas: Microsoft Windows, Nintendo Switch,PlayStation 4, PlayStation 3, Xbox 360 e Xbox One.
- Data de lançamento: 28 de Setembro de 2018

### 2020s

#### FIFA 20Ver artigo principal:FIFA 20
- Slogan: "The Stadium is Anywhere"
- Atletas da capa: Eden Hazard (Standard Edition), Virgil van Dijk (Champions Edition), Zinédine Zidane (Ultimate Edition)
- Plataformas: Microsoft Windows, PlayStation 4, Xbox One, Nintendo Switch
- Data de lançamento: 27 de setembro de 2019

#### FIFA 21Ver artigo principal:FIFA 21
- Slogan: "Feel Next Level, Win As One"
- Atletas da capa: Kylian Mbappé (todas as edições)
- Plataformas: Microsoft Windows, PlayStation 4, Xbox One, Nintendo Switch, Google Stadia, PlayStation 5, Xbox Series X/S
- Data de lançamento: 9 de outubro de 2020 (Microsoft Windows, PlayStation 4, Xbox One e Nintendo Switch); 3 de dezembro de 2020 (PlayStation 5 e Xbox Series X/S); 17 de março de 2021 (Google Stadia)

#### FIFA 22Ver artigo principal:FIFA 22
- Slogan: "Powered By Football"
- Atletas da capa: Kylian Mbappé
- Plataformas: PlayStation 5, Xbox Series X/S, PlayStation 4, Xbox One, Google Stadia, Microsoft Windows
- Data de lançamento: 1 de outubro de 2021

#### FIFA 23Ver artigo principal:FIFA 23
- Slogan: "The World's Game: Powered by Football"
- Atletas da capa: Sam Kerr (Standard Edition na Austrália e Ultimate Edition) e Kylian Mbappé (Standard Edition e Ultimate Edition)
- Lançado para: Microsoft Windows, PlayStation 4, Xbox One, Nintendo Switch, PlayStation 5, Xbox Series X/S e Stadia
- Primeiro FIFA a ter Jogabilidade multiplataforma
- Data de lançamento: 30 de setembro de 2022

#### EA Sports FC 24Ver artigo principal:EA Sports FC 24
- Slogan: "Welcome To The Club"
- Atletas da capa: Erling Haaland (Standard e Ultimate Edition), Alexander Isak, Selma Bacha, Alexia Putellas, Virgil van Dijk, Son Heung-min, Trinity Rodman, Federico Chiesa, Enzo Fernández, Jude Bellingham, David Beckham, Vinícius Júnior, Sam Kerr, Leah Williamson, Marquinhos, Youssoufa Moukoko, Johan Cruyff, Alex Scott, Ronaldinho, Alexandra Popp, Juan Román Riquelme, Didier Drogba, Leicy Santos, Marta, Mia Hamm, Marcus Rashford, Rudi Völler, Pelé, Zinedine Zidane, Bukayo Saka e Andrea Pirlo (Ultimate Edition)
- Lançado para: Microsoft Windows, PlayStation 4, Xbox One, Nintendo Switch, PlayStation 5 e Xbox Series X/S
- Primeiro jogo a ter o nome EA Sports FC
- Data de lançamento: 29 de setembro de 2023

#### EA Sports FC 25Ver artigo principal:EA Sports FC 25
- Slogan: "For The Club"
- Atleta da capa: Jude Bellingham (Standard e Ultimate Editions), Gianluigi Buffon, Aitana Bonmatí, Zinedine Zidane e David Beckham (Ultimate Edition)
- Lançado para: Nintendo Switch, PlayStation 4, PlayStation 5, Xbox One, Xbox Series X/S, Windows
- Data de lançamento: 27 de setembro de 2024

## Copas do Mundo FIFA
- World Cup 98: Windows (PC), Playstation 1, Nintendo 64 e Game Boy Color.
- 2002 FIFA World Cup: Windows (PC), PlayStation 1, PlayStation 2, GameCube, e Xbox. Incluia trilha sonora orquestrada.
- FIFA 06: Road to FIFA World Cup: Xbox 360
- 2006 FIFA World Cup: Windows (PC), PlayStation 2, GameCube, Xbox, Xbox 360, Game Boy Advance, Nintendo DS, PSP, e celular
- 2010 FIFA World Cup South Africa: Nintendo Wii, PlayStation 3, Xbox 360, PlayStation Portable, e iPhone OS
- 2014 FIFA World Cup Brazil: PlayStation 3 e Xbox 360
- 2018 FIFA World Cup Russia : PlayStation 4 e Xbox One

## UEFA Euro
- UEFA Euro 2000: Windows (PC) e Playstation 1
- UEFA Euro 2004: Windows (PC), PlayStation 2, Xbox
- UEFA Euro 2008:  Windows (PC), PlayStation 2, PlayStation 3, Xbox 360 e PSP
- UEFA Euro 2012 (pacote de expansão para FIFA 12): Windows (PC), PlayStation 3, Xbox 360

## Ligas e Competições
Atualmente o jogo EA Sports FC 25 (jogo mais recente da série) tem 33 ligas de 24 países, além das principais competições continentais da América do Sul, Europa e ligas femininas. 10 ligas já fizeram parte do jogo.

### Ligas Masculinas
| - Austrália - A-League - Arábia Saudita - Roshn Saudi League - China - Chinese Super League - Coreia do Sul - K League 1 - Índia - Indian Super League - Alemanha - Bundesliga - 2. Bundesliga - 3. Liga - Áustria - Admiral Bundesliga - Bélgica - Pro League - Dinamarca - 3F Superliga - Escócia - Cinch Premiership - Espanha - LaLiga EA Sports - LaLiga Hypermotion | - França - Ligue 1 Uber Eats - Ligue 2 BKT - Inglaterra - Premier League - EFL Championship - EFL League One - EFL League Two - Irlanda - League of Ireland - Itália - Serie A TIM - Serie BKT - Noruega - Eliteserien - Países Baixos - Eredivisie - Polônia - Lotto Ekstraklasa - Portugal - Liga Portugal Placard - Romênia - Superliga - Suécia - Allsvenskan - Suíça - Swiss Super League - Turquia - Süper Lig | - Estados Unidos - Major League Soccer - Argentina - Liga Profesional de Fútbol |

### Ligas Femininas
| - Inglaterra - Barclays Women's Super League - Espanha - Liga F - Alemanha - Frauen-Bundesliga - França - D1 Arkema - Estados Unidos - National Women's Soccer League |

### Competições Continentais Masculinas
- CONMEBOL Libertadores
- CONMEBOL Sul-Americana
- CONMEBOL Recopa
- UEFA Champions League
- UEFA Europa League
- UEFA Europa Conference League
- UEFA Super Cup

### Competições Continentais Femininas
- UEFA Women's Champions League

### Ligas que já estiveram no FIFA
| - Japão - J1 League - Malásia - Liga Super - Grécia - Stoiximan Super League - Israel - Israeli Premier League - Rússia - Mir Russian Premier Liga - Tchéquia - FORTUNA:LIGA - México - Liga BBVA MX - Brasil - Brasileirão Assaí - Chile - Campeonato Itaú - Colômbia - Liga BetPlay Dimayor |

## Equipes
Atualmente o jogo EA Sports FC 25 (jogo mais recente da série) tem 26 equipes do resto do mundo (incluindo customizados), 29 seleções masculinas e 14 seleções femininas.

#### Equipes do resto do mundo masculinas
- Qarabağ
- APOEL
- Dinamo Zagreb
- Hajduk Split
- Al Ain
- HJK
- AEK Atenas
- Olympiacos
- Panathinaikos
- PAOK
- Ferencváros
- Slavia Praha
- Sparta Praha
- Viktoria Plzeň
- Dynamo Kyiv
- Shakhtar Donetsk
- MLS All-Stars
- Soccer Aid

#### Equipes do resto do mundo femininas
- Glasgow City F.C.
- Juventus
- Roma
- Ajax
- Benfica
- Rosengård
- Zürich
- Slavia Praga

#### Seleções masculinas
África (CAF)
| - Gana - Marrocos |

Ásia (AFC)
| - Catar |

Europa (UEFA)
| - Alemanha - Croácia - Dinamarca - Escócia - Espanha - Finlândia - França - Hungria | - Inglaterra - Irlanda - Irlanda do Norte - Islândia - Itália - Noruega - País de Gales - Países Baixos | - Polônia - Portugal - República Tcheca - Romênia - Suécia - Ucrânia |

América do Norte, Central e Caribe (CONCACAF)
| - Estados Unidos - México |

América do Sul (CONMEBOL)
| - Argentina |

Oceania (OFC)
- Nova Zelândia

#### Seleções femininas
| - Alemanha - Argentina - Canadá - Escócia - Espanha - Estados Unidos - Finlândia - França - Inglaterra - Islândia - Noruega - Países Baixos - Portugal - Suécia |

## Estádios
Atualmente o jogo EA Sports FC 25 (jogo mais recente da série) tem 124 estádios licenciados. 25 estádios já fizeram parte do jogo.
- Alemanha
  - BayArena (Bayer Leverkusen)
  - Borussia-Park (Borussia Mönchengladbach)
  - Deutsche Bank Park (Eintracht Frankfurt)
  - Europa-Park Stadion (Freiburg)
  - Heinz-von-Heiden-Arena (Hannover 96)
  - Home Deluxe Arena (Paderborn)
  - Max-Morlock-Stadion (Nürnberg)
  - Mercedes-Benz Arena (Stuttgart)
  - Merkur Spiel-Arena (Fortuna Düsseldorf)
  - Millerntor-Stadion (St. Pauli)
  - MEWA Arena (Mainz 05)
  - Olympiastadion (Hertha Berlin e Alemanha)
  - PreZero Arena (Hoffenheim)
  - Red Bull Arena (Leipzig)
  - RheinEnergieStadion (Köln)
  - Schüco Arena (Arminia Bielefeld)
  - Sportpark Ronhof Thomas Sommer (Greuther Fürth)
  - Signal Iduna Park (Borussia Dortmund)
  - Stadion An der Alten Försterei (Union Berlin)
  - StrongHer Stadium (Wolfsburg Feminino)
  - Veltins-Arena (Schalke 04)
  - Volksparkstadion (Hamburgo)
  - Volkswagen Arena (Wolfsburg)
  - Vonovia Ruhrstadion (Bochum)
  - Weserstadion (Werder Bremen)
  - WWK-Arena (Augsburg)

- Arábia Saudita
  - King Abdullah Sports City (Al-Ittihad e Al-Ahli)
  - King Fahd Stadium (Al-Hilal, Al-Shabab, Al-Nassr e Arábia Saudita)

- Argentina
  - La Bombonera (Boca Juniors)
  - Libertadores de América (Independiente)
  - Más Monumental (River Plate e Argentina)
  - Presidente Perón (Racing)

- Canadá
  - BC Place (Vancouver Whitecaps e Canadá)

- Escócia
  - Celtic Park  (Celtic)
  - Ibrox Stadium  (Rangers)

- Espanha
  - Alfredo Di Stéfano (Real Madrid Feminino)
  - Balaídos (Celta Vigo)
  - Benito Villamarín (Real Betis)
  - Ciutat de València (Levante)
  - Cívitas Metropolitano (Atlético de Madrid)
  - Coliseum Alfonso Pérez (Getafe)
  - El Alcoraz (Huesca)
  - El Sadar (Osasuna)
  - Estádio de los Juegos Mediterráneos (Almería)
  - Gran Canaria (Las Palmas)
  - José Zorrilla (Real Valladolid)
  - La Cerámica (Villarreal)
  - Martínez Valero (Elche)
  - Mendizorroza (Alavés)
  - Mestalla (Valencia)
  - Municipal de Butarque (Leganés)
  - Municipal de Ipurua (Eibar)
  - Municipal de Montilivi (Girona)
  - Nuevo Los Cármenes (Granada)
  - Nuevo Mirandilla (Cádiz)
  - Ramón Sánchez Pizjuán (Sevilla)
  - REALE Arena (Real Sociedad)
  - San Mamés (Athletic Bilbao)
  - Santiago Bernabéu (Real Madrid e Espanha)
  - Stage Front Stadium (Espanyol)
  - Vallecas (Rayo Vallecano)
  - Visit Mallorca Estadi (Mallorca)

- Estados Unidos
  - BMO Stadium (Los Angeles FC)
  - Dignity Health Sports Park (Los Angeles Galaxy e Estados Unidos)
  - Lumen Field (Seattle Sounders)
  - Mercedes-Benz Stadium (Atlanta United)
  - Providence Park (Portland Timbers)
  - Red Bull Arena (New York Red Bulls)

- França
  - Decathlon Arena (Lille)
  - Groupama Stadium (Lyon)
  - Orange Vélodrome (Olympique de Marseille)
  - Parc des Princes (Paris Saint-Germain e França)
  - Stade Bollaert-Delelis (Lens)

- Inglaterra
  - Academy Stadium (Manchester City Feminino)
  - American Express Stadium (Brighton & Hove Albion)
  - Anfield (Liverpool)
  - Ashton Gate (Bristol City)
  - Bramall Lane (Sheffield United)
  - Brentford Community Stadium (Brentford)
  - Britannia Stadium (Stoke City)
  - Carrow Road (Norwich City)
  - City Ground (Nottingham Forest)1
  - Coventry Building Society Arena (Coventry City)
  - Craven Cottage (Fulham)
  - Elland Road (Leeds United)
  - Ewood Park (Blackburn Rovers)
  - Emirates Stadium (Arsenal)
  - Etihad Stadium (Manchester City)
  - Fratton Park (Portsmouth)
  - Goodison Park (Everton)
  - King Power Stadium (Leicester City)
  - Kirklees Stadium (Huddersfield Town)
  - Loftus Road (Queens Park Rangers)
  - London Stadium (West Ham United)
  - MKM Stadium (Hull City)
  - Molineux Stadium (Wolverhampton)
  - Old Trafford (Manchester United)
  - Portman Road Stadium (Ipswich Town)
  - Riverside Stadium (Middlesbrough)
  - Selhurst Park (Crystal Palace)
  - St. James' Park (Newcastle United)
  - St. Mary's Stadium (Southampton)
  - Stadium of Light (Sunderland)
  - Stamford Bridge (Chelsea)
  - The Hawthorns (West Bromwich Albion)
  - Tottenham Hotspur Stadium (Tottenham)
  - Turf Moor (Burnley)
  - Vicarage Road (Watford)
  - Villa Park (Aston Villa)
  - Vitality Stadium (Bournemouth)
  - Wembley Stadium (Inglaterra)

- Itália
  - Juventus Stadium (Juventus)
  - Stadio Friuli (Udinese)

- Países Baixos
  - De Kuip (Feyenoord)
  - Johan Cruijff Arena (Ajax e Países Baixos)
  - Philips Stadion (PSV Eindhoven)

- País de Gales
  - Cardiff City Stadium (Cardiff City)
  - Swansea.com Stadium (Swansea City)

- Portugal
  - Estádio do Dragão (Porto)
  - Estádio da Luz (Benfica)
  - Estádio José Alvalade (Sporting)

- Turquia
  - RAMs Park (Galatasaray)
  - Ülker Stadyumu (Fenerbahçe)

- Ucrânia
  - Donbass Arena (Shakhtar Donetsk)

### Estádios que já estiveram no FIFA
- África do Sul
  - Ellis Park (Orlando Pirates)
- Alemanha
  - Allianz Arena (Bayern de Munique)
- Brasil
  - Maracanã (Flamengo e Fluminense)
- Bélgica
  - Constant Vanden Stock (Anderlecht)
- Camarões
  - Ahmadou Ahidjo (Canon Yaoundé e Tonnerre Yaoundé)
- Coreia do Sul
  - Daegu Stadium (Daegu FC)
  - Seoul Olympic Stadium (Seoul E-Land FC)
  - Seoul World Cup Stadium (Seoul FC)
- Dinamarca
  - Parken Stadium (Copenhague)
- Escócia
  - Hampden Park  (Queen's Park F.C)
- Espanha
  - Camp Nou (Barcelona)
  - La Rosaleda (Málaga)
  - Municipal de Riazor (Deportivo La Coruña)
- Itália
  - San Siro (Milan e Internazionale)
  - Stadio Olimpico (Roma, Lazio e Itália)
- Japão
  - Panasonic Stadium Suita (Gamba Osaka)
- México
  - Estádio Azteca (América, Cruz Azul e México)
  - Estádio Jalisco (Atlas)
- Mónaco
  - Stade Louis II (Monaco)
- Noruega
  - Lerkendal Stadion (Rosenborg)
- Portugal
  - Estádio do Bessa (Boavista)
- Rússia
  - Otkritie Arena (Spartak Moscou)
- Trinidad e Tobago
  - Hasely Crawford Stadium (Defence Force, San Juan Jabloteh, St. Ann's Rangers e Trinidad e Tobago)
- Turquia
  - Atatürk Olympic Stadium (Turquia)
- Ucrânia
  - Olimpiyskiy National Sports Complex (Dínamo de Kiev e Ucrânia)